# Copelatus carayoni
Copelatus carayoni es una especie de escarabajo buceador del género Copelatus, de la subfamilia Copelatinae, en la familia Dytiscidae. Fue descrito por Legros en 1949.